# Ga Lý Tử Bá
Ga Lý Tử Bá (tiếng Trung: 李子坝站; Hán Việt: Lý Tử Bá trạm) là một ga tàu đường sắt đô thị thuộc tuyến số 2 của hệ thống đường sắt đô thị của Trùng Khánh, Trung Quốc. Nhà ga này được xây dựng ở Du Trung và đi vào hoạt động từ năm 2005.
Đặc điểm nổi bật của Ga Lý Tử Bá là việc nhà ga này nằm ở khoảng trống từ tầng 6 đến tầng 8 của một tòa chung cư 19 tầng. Vì vậy, nhà ga này được trang bị các hệ thống giảm âm thanh đặc biệt để hạn chế ảnh hưởng tới đời sống của cư dân ngay trong tòa nhà. Trái với một số nhầm lẫn trên báo chí, nhà ga này không được xây bổ sung sau khi tòa nhà đã được hình thành, trái lại cả nhà ga và tòa nhà đều đã có trong bản vẽ gốc và cùng được xây dựng như một công trình thống nhất.

## Cấu trúc ga
| T2 (T8) Sân ga   | Sân ga bên                                                         | Sân ga bên |
| T2 (T8) Sân ga   | Tuyến 2 đi Ngư Động (Phật Đồ Quan)                                 |            |
| T2 (T8) Sân ga   | Tuyến 2 đi Giảo Trường Khẩu (Ngưu Giác Đà)                         |            |
| T2 (T8) Sân ga   | Sân ga bên                                                         |            |
| T2 (T8) Sân ga   | Lối ra số 2, dịch vụ khách hàng, máy bán hàng tự động              |            |
| T1 (T6) Sảnh chờ | Lối ra số 1, dịch vụ khách hàng, máy bán hàng tự động, nhà vệ sinh |            |

## Hình ảnh

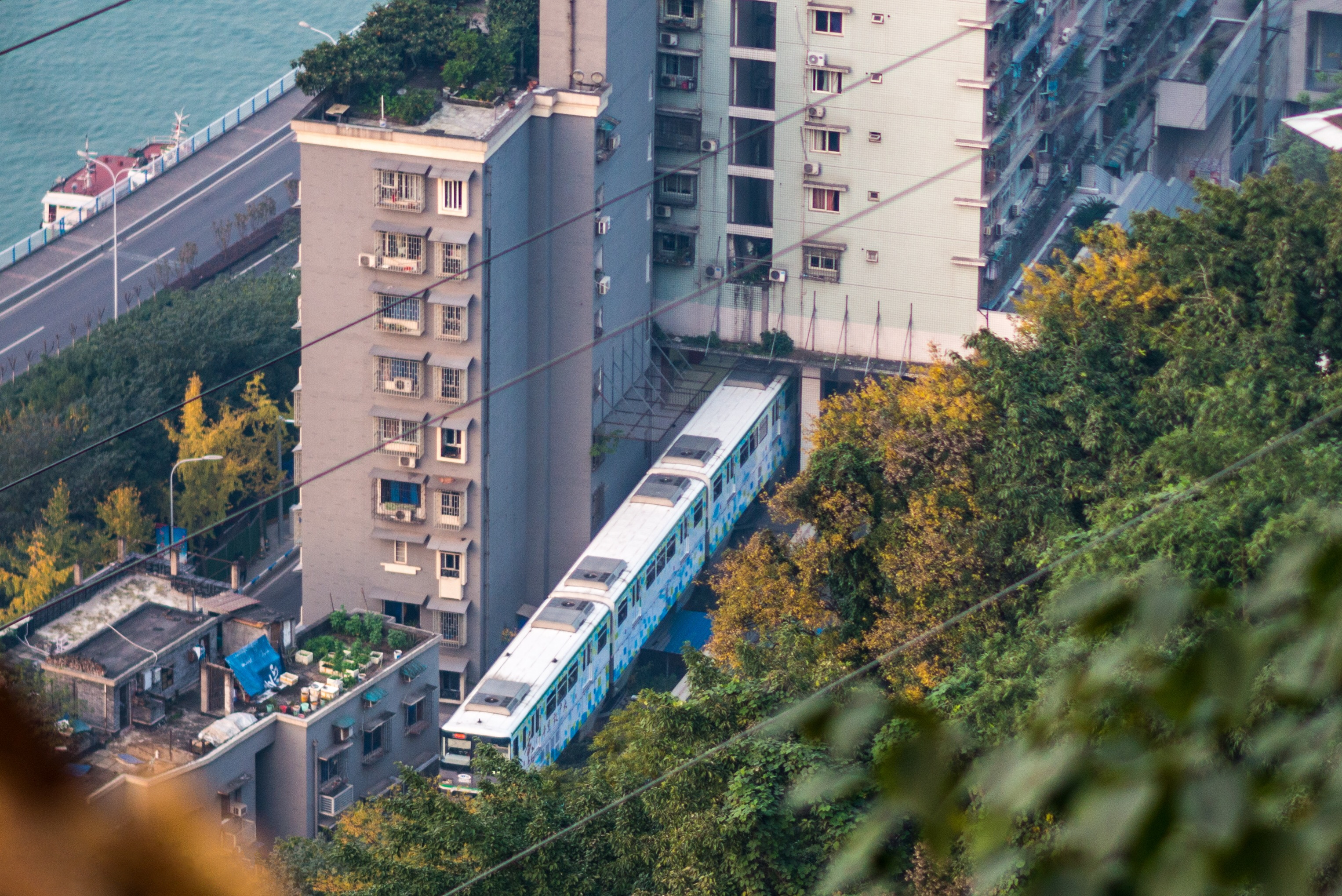
Một đoàn tàu đường sắt đô thị Trùng Khánh tuyến 2 đang đi qua tòa chung cư ở Lý Tử Bá
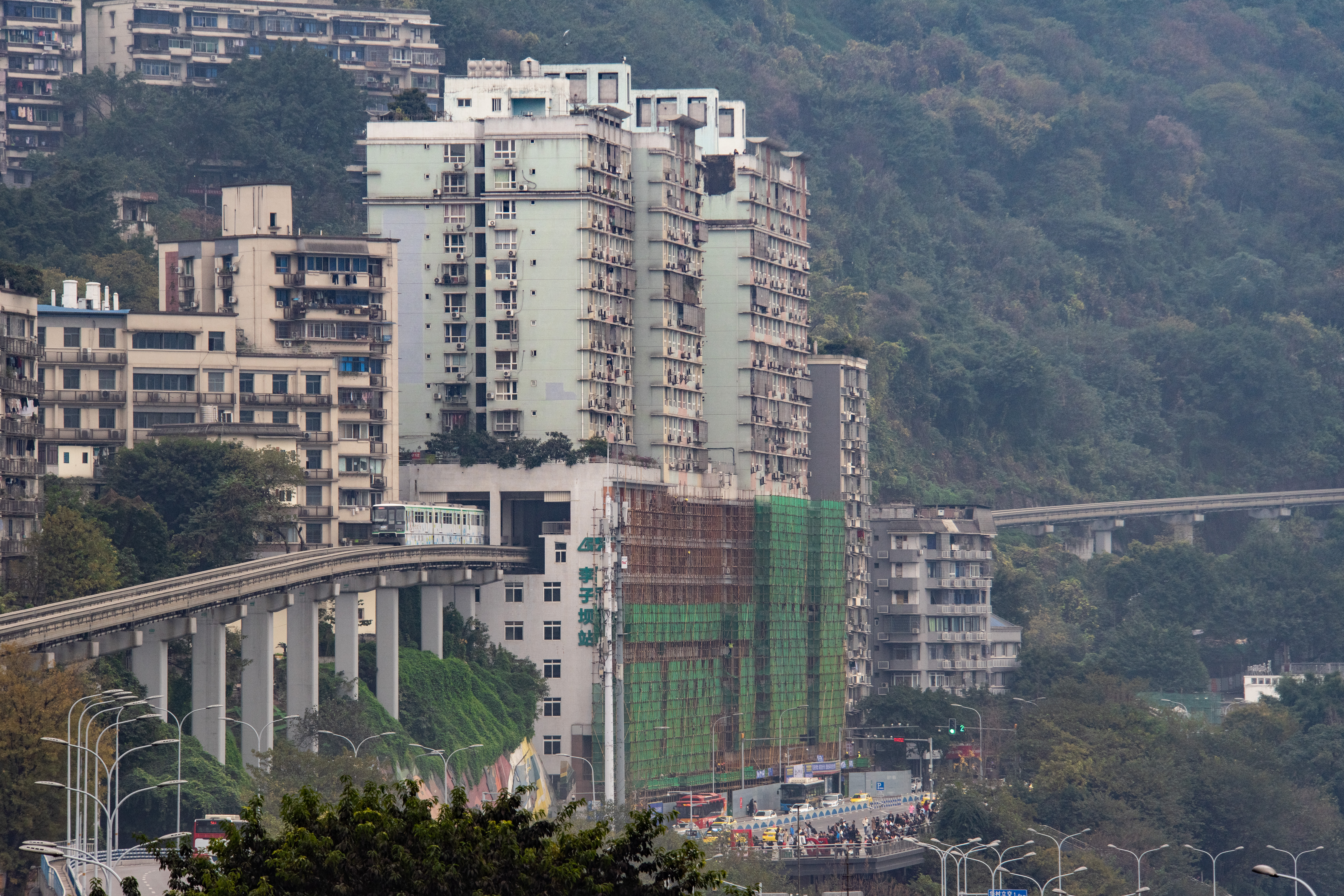
Ga Lý Tử Bá nhìn từ xa
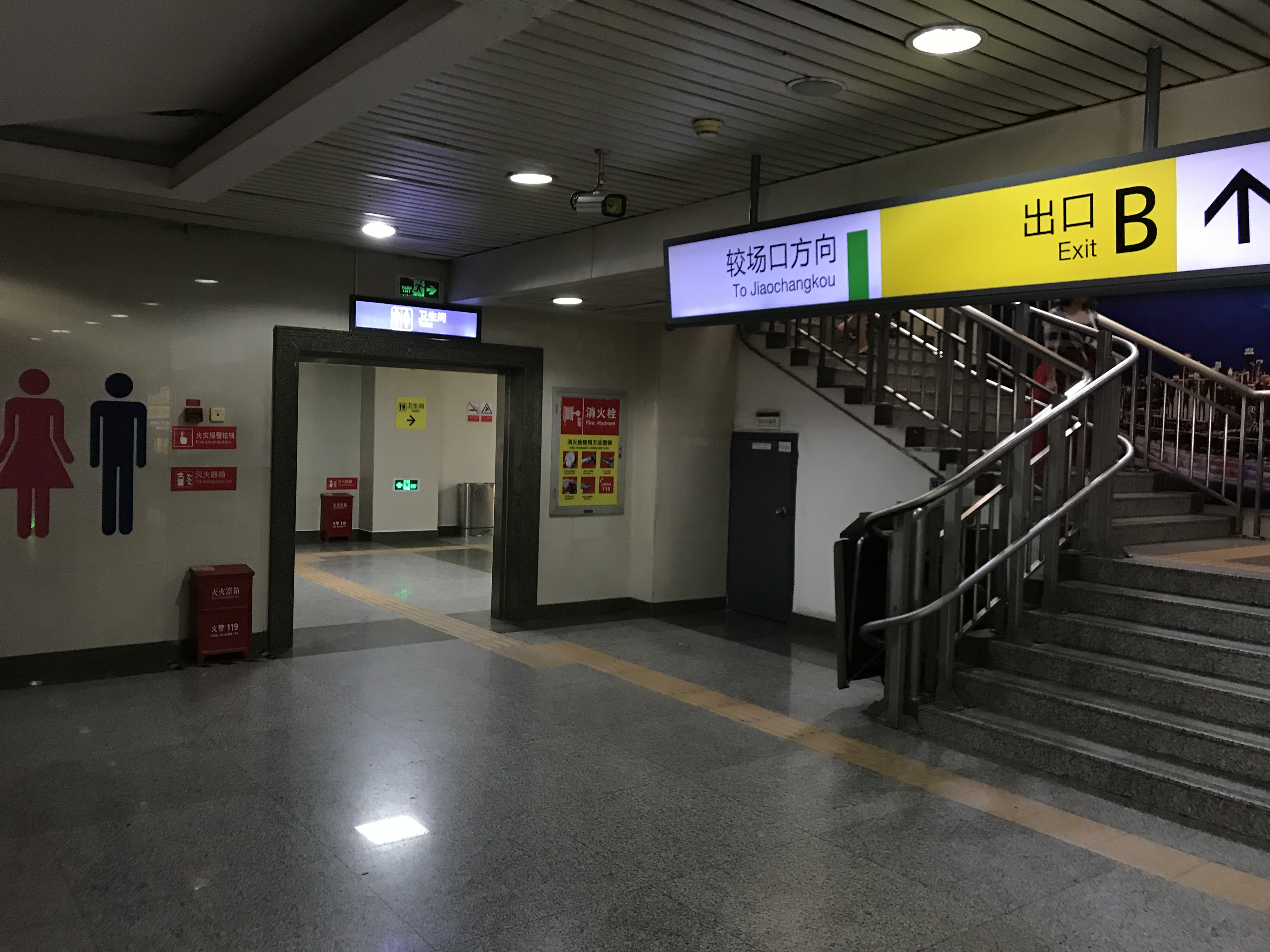
Một đoạn phim về tàu đi qua ga Lý Tử Bá
- Nhà vệ sinh trong ga Lý Tử Bá
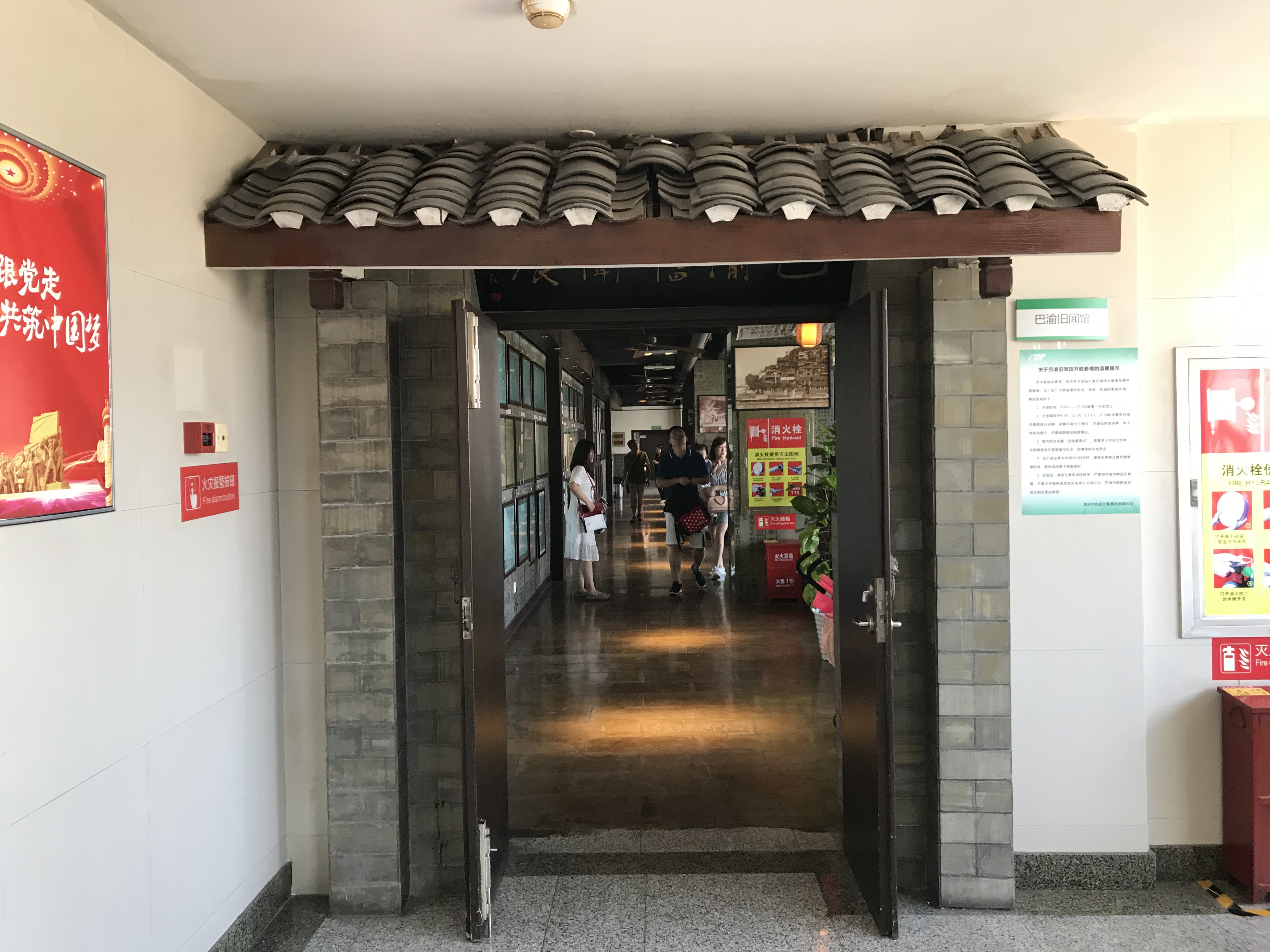
Nhà triển lãm về lịch sử Trùng Khánh ở ga Lý Tử Bá
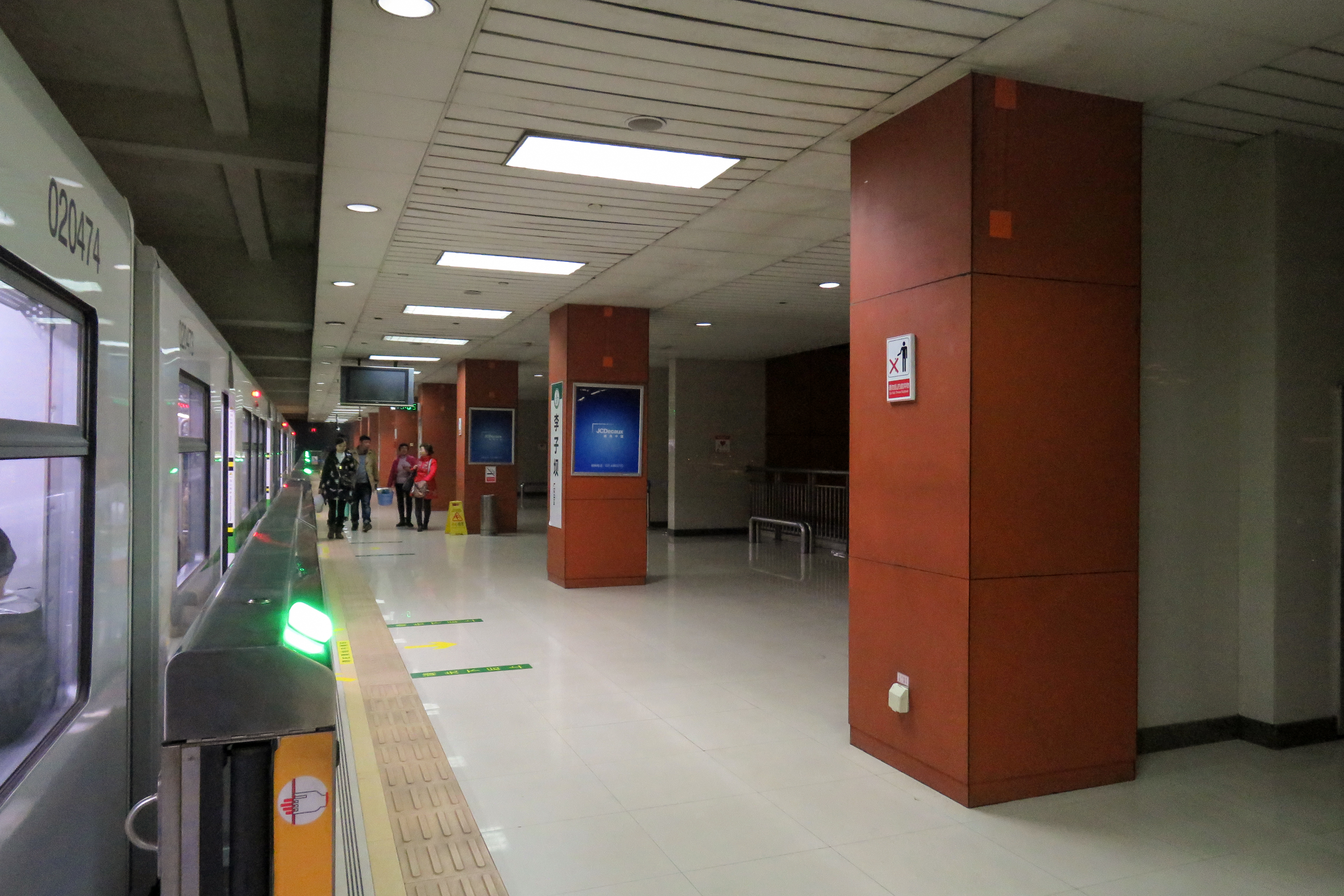
Đường chờ tàu trong ga Lý Tử Bá